# Statistiques sur l'avortement aux États-Unis
Les avortements sont pratiqués dans les 50 États, mais ils sont plus fréquents dans certains États que dans d'autres. 
L'Institut Guttmacher a réalisé une étude montrant quels sont les 25 États où le nombre d’avortements est le plus élevé. Les États varient considérablement en termes de population totale, de sorte que le nombre total d'avortements est présenté en termes d'avortements pour 1000 femmes âgées de 15 à 45 ans.  
Cette liste comprend les totaux de 25 États en 2008 et inclut les États qui n’ont pas envoyé de données au Center for Disease Control cette année-là. Par exemple, la Californie et la Floride ont enregistré un total combiné de 308 550 avortements en 2008 et n’ont pas envoyé de rapport à la CDC cette année-là. Le Delaware a le plus d'avortements pour 1 000 femmes (15 à 44 ans) à 40 ans. Le Tennessee se classait au 25e rang avec 15,5 femmes sur 1 000 (15 à 44 ans). La valeur médiane est de 19,2 avortements pour 1 000 femmes (15 à 44 ans) et correspond au Kansas au 13e rang. La valeur moyenne pour les 25 États ayant connu les avortements les plus élevés en 2008 est de 23,31 avortements pour 1 000 femmes (15 à 44 ans). Le nombre total d'avortements pratiqués en 2008 dans ces 25 États comptant le plus d'avortements dépasse un million. 

## CDC
Les Centres pour le contrôle et la prévention des maladies (Centers for Disease Control and Prevention, CDC) ont commencé les rapports de surveillance en 1969 afin de documenter le nombre et les caractéristiques des femmes obtenant un avortement légal. De nombreux États surveillent l'avortement. Le CDC compile les informations recueillies par les États pour produire des estimations nationales. Le système de surveillance du CDC compile des informations sur les avortements légaux uniquement. 
Entre 1970 et 2015, le CDC rapporte près de 45,7 millions d'avortements provoqués légalement. 
Il est à noter que le nombre d'avortements déclarés a fortement diminué entre 1997 et 1998. Cela s'explique par le fait que les zones de rapport de la CDC ont été réduites de 52 en 1997 à 47 en 1998. Le déclin réel de 1997 à 1998 dans ces 47 zones déclarantes n’est que de 2 %. 
La Californie, le Maryland et le New Hampshire ne font pas de rapports au CDC sur la surveillance des avortements.  
| Année | Nombre d'avortements rapportés au CDC | Taux d'avortements provoqués pour 1000 naissances | Rapports du CDC |
| ----- | ------------------------------------- | ------------------------------------------------- | --------------- |
| 1970  | 193 491                               | 52                                                | [ 3 ]           |
| 1971  | 845 816                               | 137                                               | [ 3 ]           |
| 1972  | 586 760                               | 180                                               | [ 3 ]           |
| 1973  | 615 831                               | 196                                               | [ 3 ]           |
| 1974  | 763 476                               | 242                                               | [ 3 ]           |
| 1975  | 854 853                               | 272                                               | [ 3 ]           |
| 1976  | 988 267                               | 312                                               | [ 3 ]           |
| 1977  | 950 675                               | 325                                               | [ 3 ]           |
| 1978  | 1 157 776                             | 347                                               | [ 3 ]           |
| 1979  | 1 251 921                             | 358                                               | [ 4 ]           |
| 1980  | 1 297 606                             | 359                                               | [ 5 ]           |
| 1981  | 1 300 760                             | 358                                               | [ 6 ]           |
| 1982  | 1 303 980                             | 354                                               | [ 3 ]           |
| 1983  | 1 268 987                             | 349                                               | [ 3 ]           |
| 1984  | 1 333 521                             | 364                                               | [ 7 ]           |
| 1985  | 1 328 570                             | 354                                               | [ 7 ]           |
| 1986  | 1 328 112                             | 354                                               | [ 8 ]           |
| 1987  | 1 353 671                             | 356                                               | [ 8 ]           |
| 1988  | 1 371 285                             | 352                                               | [ 9 ]           |
| 1989  | 1 396 658                             | 346                                               | [ 10 ]          |
| 1990  | 1 429 247                             | 345                                               | [ 11 ]          |
| 1991  | 1 388 937                             | 339                                               | [ 12 ]          |
| 1992  | 1 359 145                             | 335                                               | [ 13 ]          |
| 1993  | 1 330 414                             | 321                                               | [ 14 ]          |
| 1994  | 1 267 415                             | 334                                               | [ 14 ]          |
| 1995  | 1 210 883                             | 311                                               | [ 15 ]          |
| 1996  | 1 221 585                             | 314                                               | [ 16 ]          |
| 1997  | 1 186 039                             | 274                                               | [ 17 ]          |
| 1998  | 884 273                               | 264                                               | [ 18 ]          |
| 1999  | 861 789                               | 256                                               | [ 19 ]          |
| 2000  | 857 475                               | 246                                               | [ 20 ]          |
| 2001  | 853 485                               | 246                                               | [ 21 ]          |
| 2002  | 854 122                               | 246                                               | [ 22 ]          |
| 2003  | 848 163                               | 241                                               | [ 23 ]          |
| 2004  | 839 226                               | 238                                               | [ 24 ]          |
| 2005  | 820 151                               | 233                                               | [ 25 ]          |
| 2006  | 852 385                               | 236                                               | [ 26 ]          |
| 2007  | 827 609                               | 231                                               | [ 27 ]          |
| 2008  | 825 564                               | 234                                               | [ 28 ]          |
| 2009  | 789 507                               | 227                                               | [ 26 ]          |
| 2010  | 765 651                               | 228                                               | [ 29 ]          |
| 2011  | 730 322                               | 219                                               | [ 30 ]          |
| 2012  | 699 202                               | 210                                               | [ 31 ]          |
| 2013  | 664 435                               | 200                                               | [ 32 ]          |
| 2014  | 652 639                               | 193                                               | ,               |
| 2015  | 638 169                               | 188                                               | [ 35 ]          |
| Total | 45 789 558                            |                                                   |                 |